# Сан-Маркуш (Сінтра)
Сан-Маркуш (порт. São Marcos; МФА: [ˈsɐ̃w ˈmaɾ.kuʃ]) — парафія в Португалії, у муніципалітеті Сінтра. Розташована в західній частині країни, на теренах історичної португальської провінції Ештремадура. Входить до складу округу Лісабон. За адміністративним поділом, чинним до 1976 року, терени парафії були складовою провінції Ештремадура. Належить до Лісабонського патріархату Католицької церкви. Патрон — святий Марк. Площа — 2,2757 км². Населення — 17412 ос. (2011). Сильно урбанізований регіон. Густота населення — 7651,27 осіб/км²
. Код — 111121.

## Населення
| 2011   |
| 17 412 |